# 泉水鱼
泉水鱼（学名：Semilabeo prochilus）为鲤科唇鲮属的鱼类，俗名泉水鱼、油鱼，是中国的特有物种。分布于金沙江、牛栏江等，一般栖息于山溪或流水岩洞。该物种的模式产地在四川。